# オゴオゴ

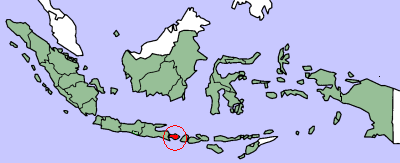
「インドネシア」におけるバリ島の位置

オゴオゴ（おごおご　 バリ文字: ᬳᭀᬕᭀᬄᬳᭀᬕᭀᬄ）とは、インドネシアのバリ島で行われる儀礼であり祝祭。バリ・ヒンドゥーの祝祭の一つで、年に一度、春分の日に行われる。

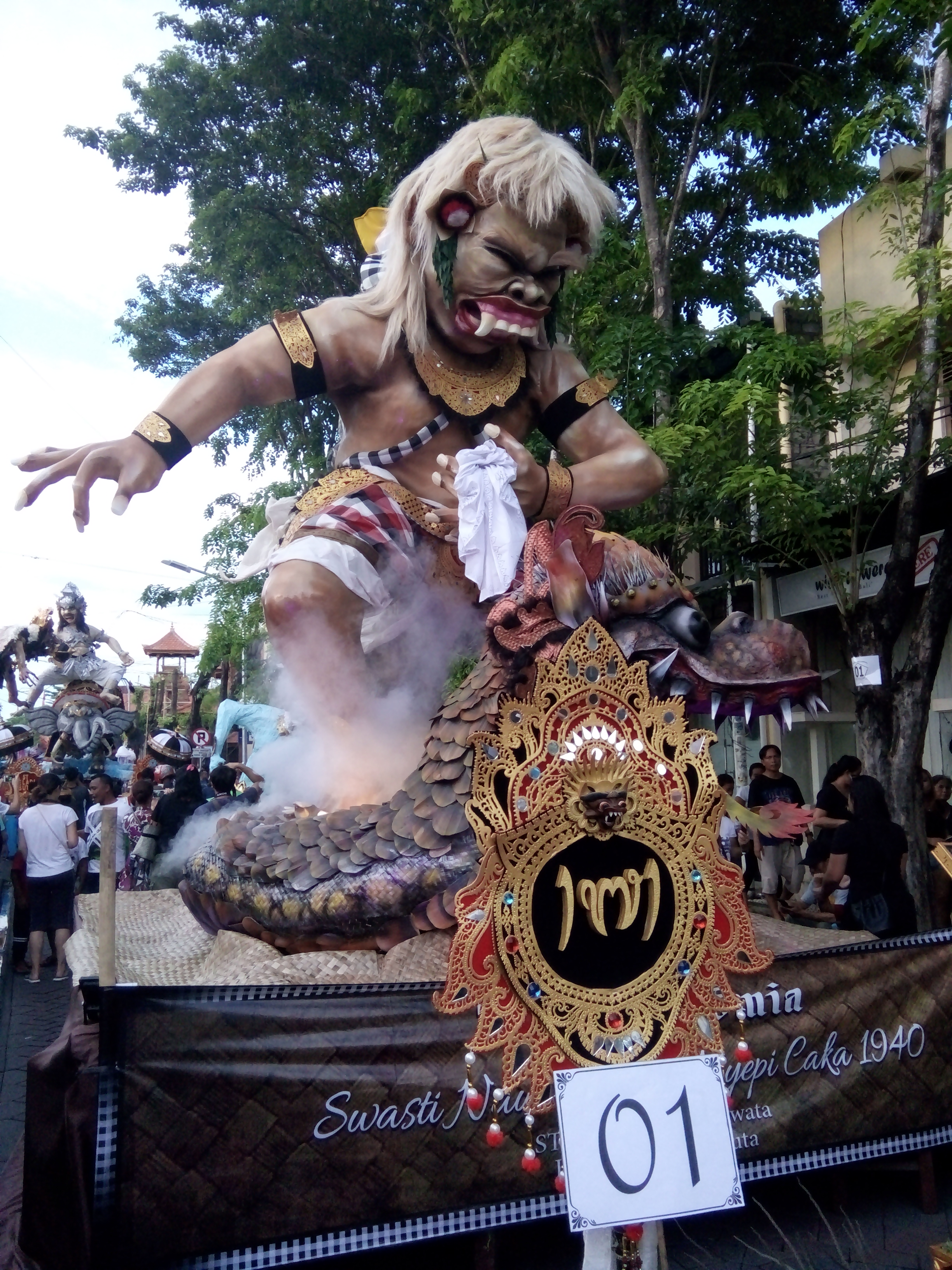
神輿オゴオゴ（2018）

## 内容
この祝祭はニュピの日の準備段階にあたり、村落、家や寺を清め、あるいは供犠により霊的存在を鎮める儀礼が行われる。一般的には、村にあるご神体を海へと運び、浄化する儀礼ムスティが行われるが、近年では若者たちが悪神や悪霊を模した張りぼての神輿オゴオゴを作りパレードをする。
神輿オゴオゴの原型は、ングルプック儀礼にある。この儀礼は、ニュピ前日の夕方、屋敷の中に潜み不幸を引き起こすブタ・カロを鳴り物で呼び起こし、敷地の中から追い出すという儀礼である。家にある音のなるものなら何でもよく、松明をかかげながら、敷地内を練り歩く。このングルプックを地域共同体までに拡大したものがオゴオゴの練り歩きである。村中を巡ったオゴオゴはブタ・カロを宿しているとされ、最終的には火で燃やされ浄化される。
祝祭の日の昼には、大規模な儀礼にのみ排他的に関わる司祭であるスングウが、村で行うはらいの儀礼であるチャル＝クサンゴを行う。その夕方に、島民はブト・カロと呼ばれる下界の神ないしは魔をモチーフに作った大きい張子を持って練り歩くとともに、各家で太鼓や鍋を叩いて家の中をまわり、邪鬼とされるブト・カロを退散させる。この練り歩きは公的な領域のブタ・カロへの浄化儀礼であり、周期儀礼である。善を表すバロンの像やその他の像をモチーフにした大きい張子をかついで歩くこともある。竹筒を持った子どもたちが爆竹を鳴らして大騒ぎしながら、村中を練り歩く。彼らの立てる騒音によって悪霊たちは目覚めるが、各家では門の前に竹で作られた小さな台を立て、その上に悪霊への供物を置いて、村から去ってくれるように祈るのである。村中を巡った神輿オゴオゴはブタ・カロを宿しているとされ、最終的には火で燃やされ浄化される。
儀礼の翌日は、あらゆる日常の活動を止め、外出しないで家の中に引きこもる。火を使ってはならず、夜火をつけてもいけない。なるべく物音を立てないように静かにしていなければならない。また本当は食事もしてはいけない。この2日間を合わせてニュピの儀礼とされる。この時期はバリ中が興奮に包まれ、島民はニュピまでの数日間、村の四辻でオゴオゴを組むのに忙しくなる。

## 儀礼の由来
バリ島では、「ニュピは新年を告げ、春の訪れを、また大地さえも病んで発熱する（バナス）という厄介な雨季の終わりを告げるのである。このときは地獄の主神ヤマが悪霊の国を掃除するので、悪霊たちはバリに逃れ、したがって人々は島じゅうを浄化せざるを得ないのだ」と信じられている。ブタ・カロたちが大挙してバリ島にやってくるので、ニュピの日には外に出て活動してはいけないという由来がある